# Adolph Deutsch
Adolph Deutsch (ur. 20 października 1897 w Londynie, zm. 1 stycznia 1980 w Palm Desert) – amerykański kompozytor muzyki filmowej.

## Życiorys
Urodził się w Londynie. Jako samorodny talent muzyczny, w wieku ośmiu lat trenował grę na fortepianie w Królewskiej Akademii Muzycznej. 
W 1910 wyjechał na stałe do USA, a w 1920 uzyskał amerykańskie obywatelstwo. Początkowo pracował w Ameryce jako taper. Później prowadził swoją własną orkiestrę i odnosił sukcesy na nowojorskim Broadwayu w latach 20. i 30. Pod koniec lat 30. przeniósł się do Hollywood, gdzie założył Stowarzyszenie Kompozytorów Muzyki Filmowej, któremu szefował w latach 1943-1953.
Był trzykrotnym laureatem Oscara za najlepszą muzykę do filmów: Rekord Annie (1950) George'a Sidneya, Siedem narzeczonych dla siedmiu braci (1954) Stanleya Donena i Oklahoma! (1955) Freda Zinnemanna. Był nominowany do tej nagrody również za oprawę muzyczną do filmów Statek komediantów (1951) George'a Sidneya i Wszyscy na scenę (1953) Vincente Minnellego.